# میریام مایورگا
میریام مایورگا (انگلیسی: Miriam Mayorga؛ زادهٔ ۲۰ نوامبر ۱۹۸۹) بازیکن فوتبال اهل آرژانتین است.
وی همچنین در تیم ملی فوتبال زنان آرژانتین بازی کرده‌است.
وی در مسابقات کشوری و بین‌المللی در مجموع برندهٔ ۱ مدال نقره شده‌است.